# R. Dolberg

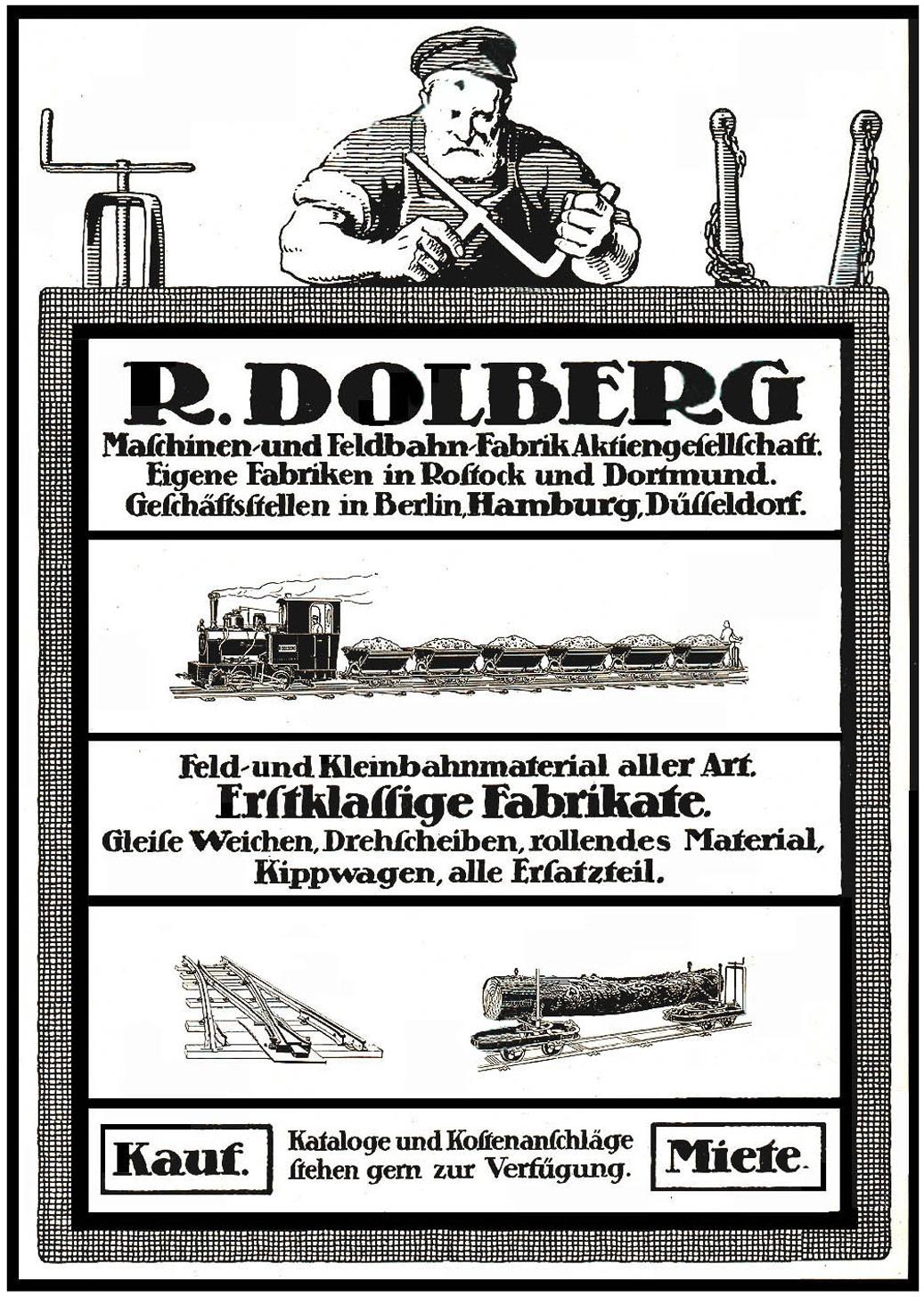
Anzeige der R. Dolberg Maschinen- und Feldbahnfabrik von 1919

Die Aktiengesellschaft R. Dolberg betrieb Fabriken für Feld- und Industriebahnen sowie Wagen- und Weichenbau in Deutschland.

## Geschichte

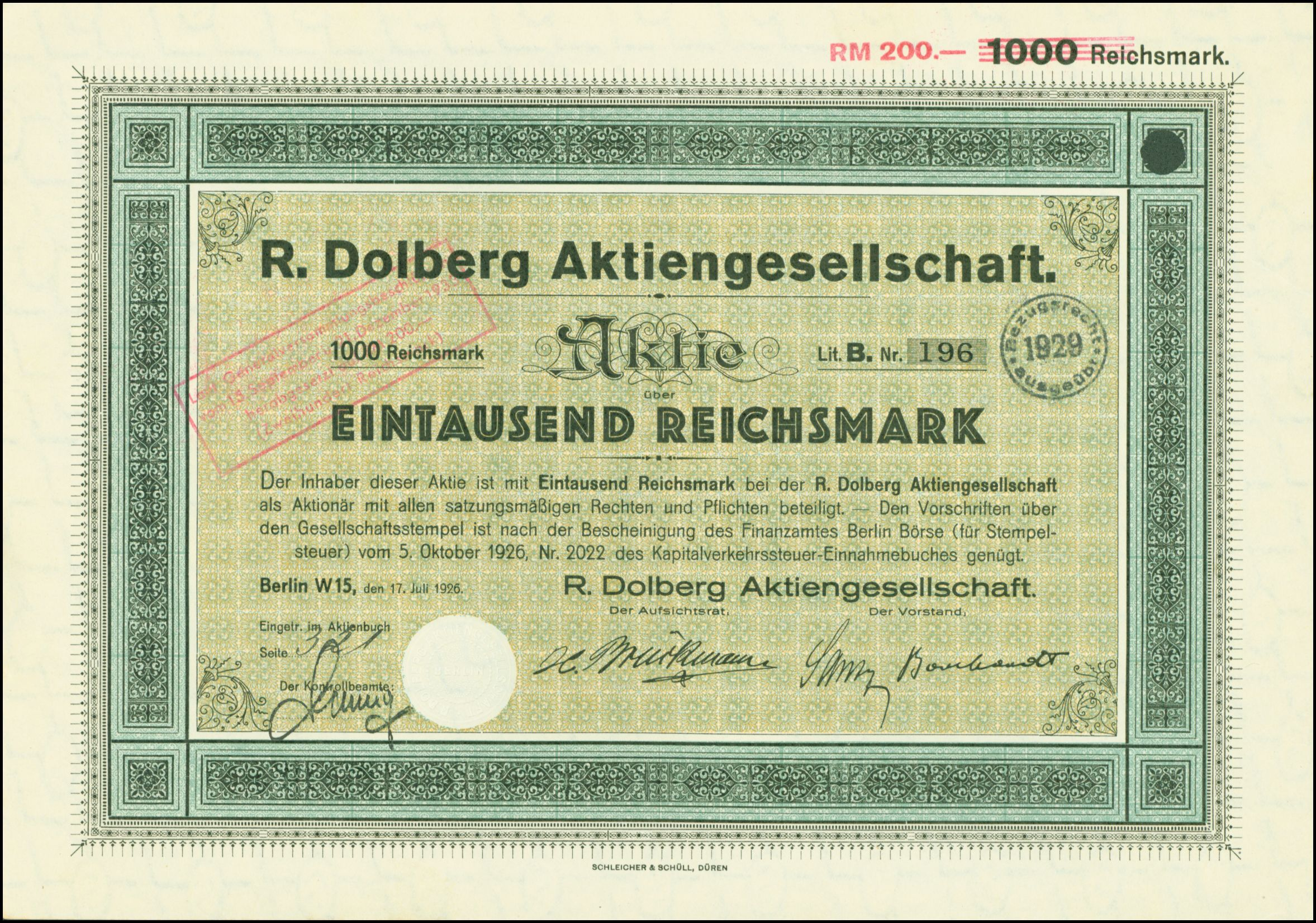
Aktie über 1000 RM der R. Dolberg AG vom 17. Juli 1926

Kaufmann Rudolf Carl Wilhelm August Dolberg (* 17. Juni 1834 in Dargun; † 1. November 1893 in Rostock) begann seine Ausbildung 1850 beim Kaufmann Georg Dunckhorst in Rostock und schloss sie vier Jahre später erfolgreich ab. Anfangs bestritt Dolberg seinen Lebensunterhalt als kaufmännischer Angestellter in Schwaan und Bützow. Der Bützower Magistrat gewährte ihm am 31. Oktober 1861 das Bürgerrecht, im folgenden Jahr heiratete er am 30. Mai die Rostocker Kaufmannstochter Ida Erichson.
Rudolf Dolberg eröffnete am 23. Juli 1867 in Bützow die Torfmaschinen- und Ziegelpressenfabrik R. Dolberg.
1878 zog Dolberg mit seiner expandierenden Firma nach Rostock in die Steinstraße 23. Ein Jahr später verlegte er das Unternehmen auf ein Grundstück in der Bleicherstraße und begann eine moderne Fabrikanlage mit eigener Konstruktions- und Produktionsabteilung aufzubauen. Die Anbindung an die Warnow und den gegenüberliegenden Friedrich-Franz-Bahnhof erwiesen sich als Standortvorteil, ebenso machte die Herstellung vor Ort das Unternehmen flexibler für spezielle Kundenwünsche.
Mit seinem Schwager, dem Rostocker Kaufmann Gustav Erichson, gründete Dolberg am 17. April 1884 die Maschinenfabrik R. Dolberg und eröffnete eine Zweigstelle in Berlin.

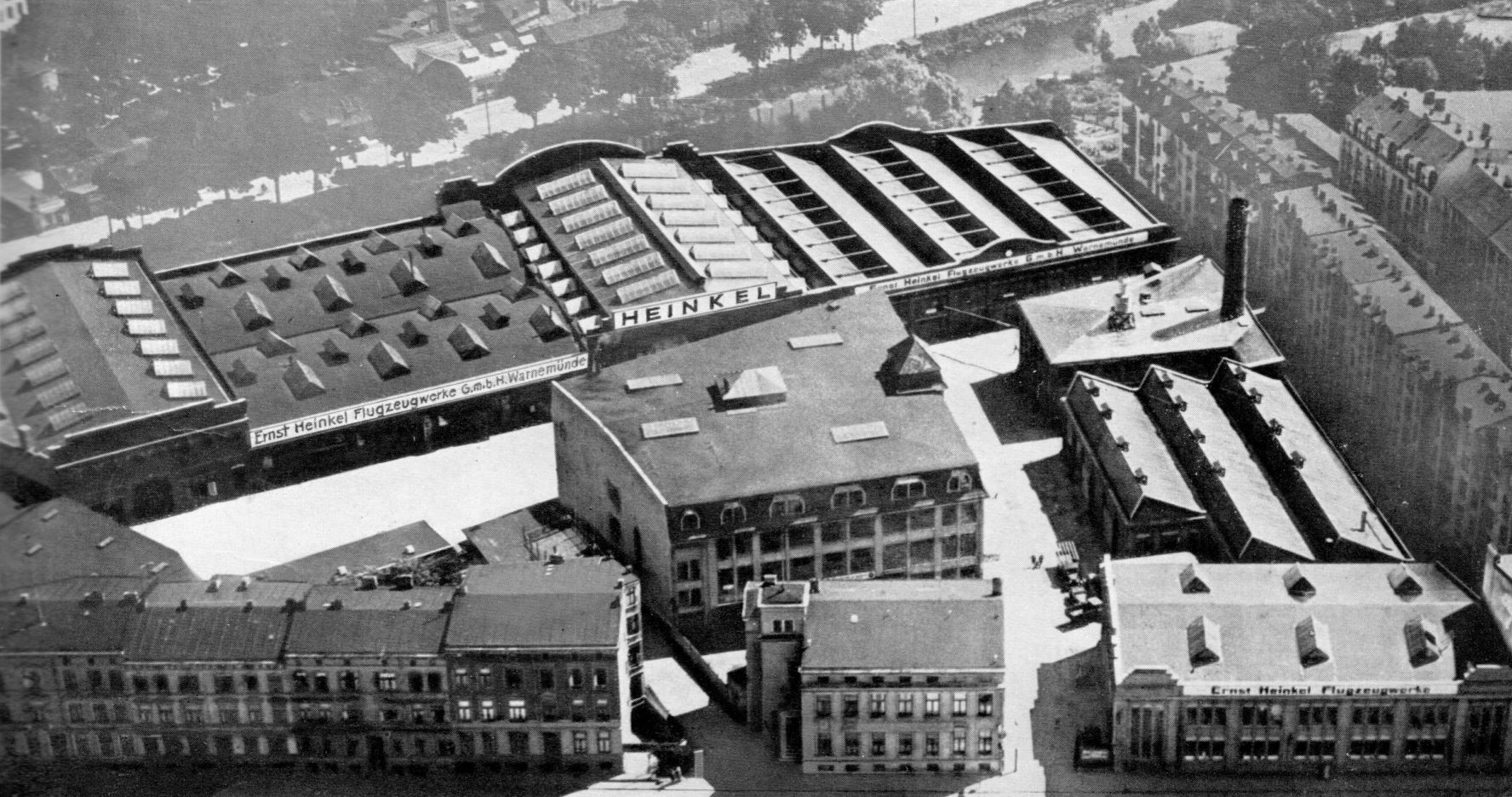
Die Rostocker Fabrik in der Bleicherstraße nach Übernahme durch die Heinkelwerke

Nach dem Tod des Gründers im November 1893 setzen Witwe Ida Dolberg und ihr Bruder und Mitinhaber Gustav Erichson die Fabrik als Familienunternehmen fort. Am 14. Dezember 1899 wurde die Maschinenfabrik mit Wirkung vom 1. Juli 1899 zur R. Dolberg Maschinen- und Feldbahnfabrik AG umgewandelt, der Verwaltungssitz wurde nach Hamburg verlegt. In Dortmund erwarb das Unternehmen 1906 ein Grundstück und errichtete dort eine zweite Fabrik.
Die Fabrikanlage in der Rostocker Bleicherstraße wurde Anfang der 1920er Jahre nach einem Großbrand aufgegeben und nur noch eine Zweigniederlassung am Fischerbruch 22/23 betrieben. Der Sitz der Gesellschaft blieb bis April 1924 in Hamburg, danach wurde Berlin zum Verwaltungssitz. Die ehemalige Fabrik in der Rostocker Bleicherstraße erwarben die Ernst Heinkel Flugzeugwerke 1931.

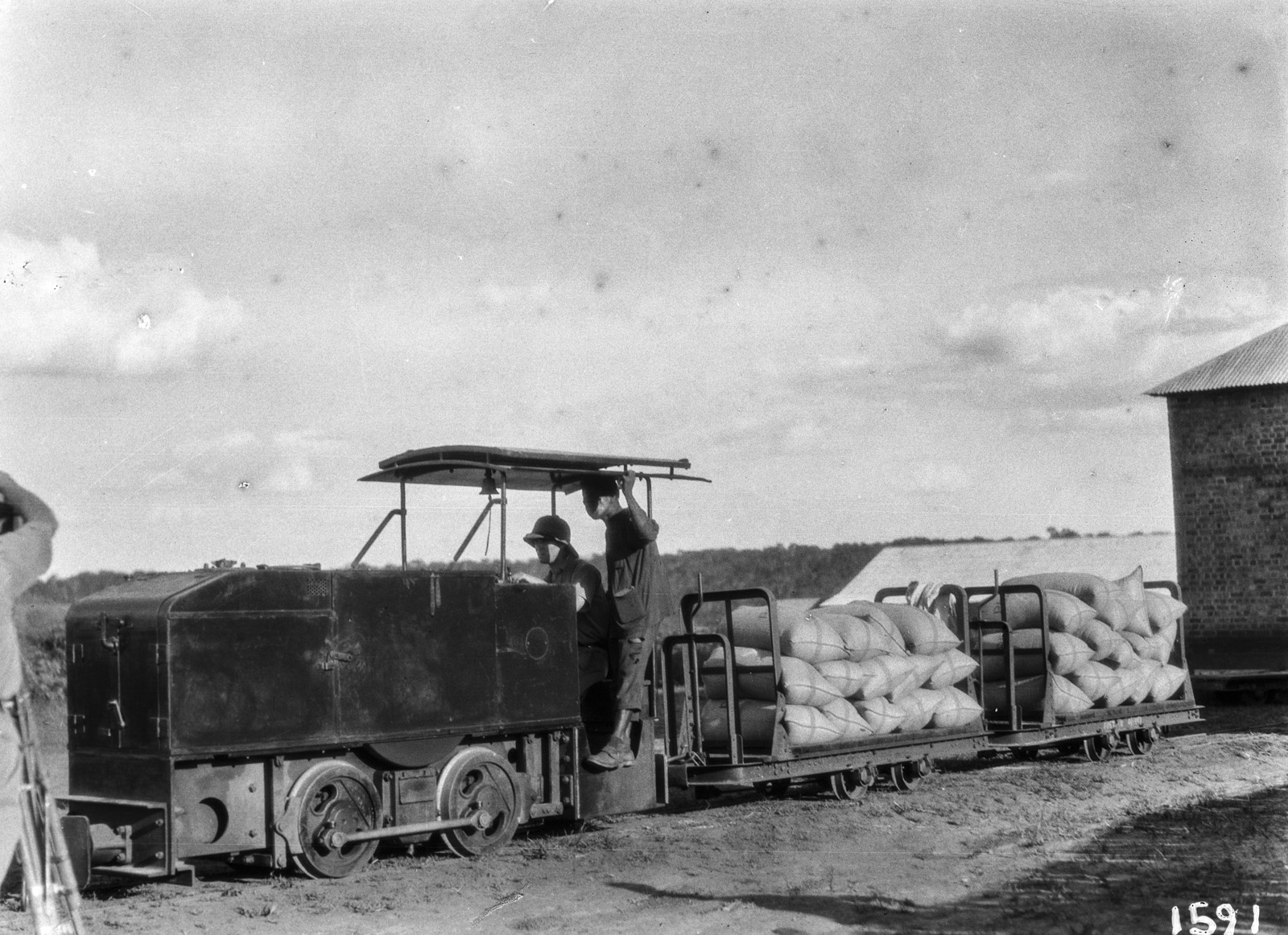
Eine Feldbahn mit Benzollokomotive der R. Dolberg AG auf einer Kaffeeplantage in Angola

1934 weihte das stetig wachsende Unternehmen R. Dolberg eine neue Fabrikanlage in Berlin-Rudow ein. Neben den Fabriken in Dortmund und Berlin hatte Dolberg in den 1930er Jahren Verkaufsstellen in Berlin, Breslau, Dortmund, Dresden, Düsseldorf, Frankfurt a. M., Hamburg, Karlsruhe, Köln, Königsberg (Pr.), Leipzig, Magdeburg, München, Rostock und Stuttgart.
Die Gesellschafterversammlung der Kölner Tochtergesellschaft Leipziger & Co, Feld- und Industriebahnwerke GmbH beschloss am 29. Dezember 1936, die Gesellschaft in erleichterter Form durch Übertragung im ganzen auf die R. Dolberg AG aufzulösen. Großaktionäre bis 1945 waren die Unternehmensgruppen Henschel & Sohn und Otto Wolff.

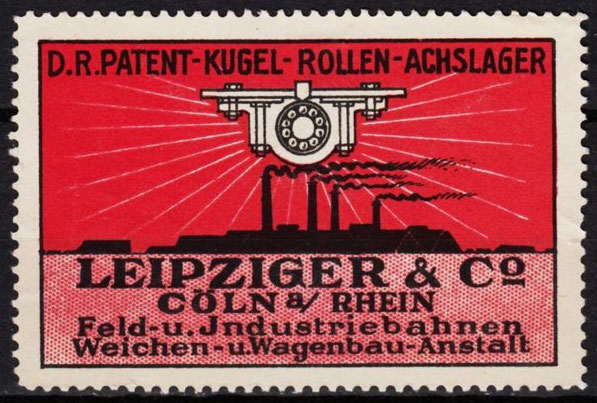
Werbemarke der Firma Leipziger & Co.

1950 entstand durch Verschmelzung mit dem Unternehmen Glaser & Pflaum im Rahmen der Berliner Wertpapierbereinigung die Firma Dolberg, Glaser & Pflaum in Dortmund. Nach der Übernahme durch Krupp nannte sich das Unternehmen ab 1960 Krupp-Dolberg, der Standort wurde 1969 aufgrund sinkender Verkaufszahlen geschlossen.

### Produkte der Maschinenfabrik
Anfangs vertrieb Rudolf Dolberg in Bützow, danach in Rostock neben einer breiten Palette von Torfmaschinen, Ziegelpressen und landwirtschaftlichen Maschinen auch verschiedene Pumpen und Feuerspritzen, für den Brauereibedarf Flaschenspülmaschinen, Kork- und Abfüllapparate, dazu bot er Garantie- und Reparaturleistungen an, ebenso betätigte sich Dolberg im Speditions- und Inkassogeschäft und in der Vermittlung von Arbeitskräften.
In der Rostocker Fabrik entstanden 1896 drei einspännige Pferdebahnwagen für die Mecklenburgische Straßen-Eisenbahn.
Nach der Umwandlung in eine Aktiengesellschaft produzierte und vertrieb Dolberg Normalbahnmaterial für das In- und Ausland und war unter anderem Hersteller von Gleisen und Gleisverbindungen aller Art. In den Fabriken Rostock, Dortmund und Berlin wurden beispielsweise Doppelweichen, Kreuzungsweichen, schwere Grubendrehscheiben in jeder gewünschten Spezialkonstruktion gebaut.
Ab Mitte der 1930er Jahre besaß R. Dolberg die Alleinvertriebsrechte für Diesel-Baulokomotiven von Henschel & Sohn und stellte nun auch Bagger, Selbstentlader sowie Mulden- und Kastenkipper her. Dolberg-Kippwagen wie die Robust-Muldenkipper und Dolag Kastenkipper mit schneller Einmann-Entladung gehörten zu den leistungsfähigsten Fabrikaten. Die Bagger und Schmalspurgleise, Weichen und Bauzüge wurden auf Baustellen der Reichsbahn und bei Dammbauten für die Ausführung schwerer Schachtarbeiten eingesetzt.